# Маневич, Абрам Аншелович
Абра́м Мане́вич (англ. Abraham Manievich; 1881—1942) — белорусский, украинский и американский художник-модернист, еврей по происхождению.

## Биография
Родился и вырос в городе Мстиславль, Могилёвской губернии, Российской империи (современная Белоруссия), где прожил до 20 лет в патриархальной еврейской семье. Рано проявил способности к рисованию и был отдан родителями на обучение к маляру. Затем поехал в Киев, где поступил в Киевское художественное училище, где в то же время учились Казимир Малевич и Бялыницкий-Бируля. После окончания училища поступил в Художественную Академию в Мюнхене, которую закончил в 1907 году.

Первые свои работы, среди которых много видов родного города, он писал в стиле мюнхенско-венского направления модернизма.
В 1913 году состоялась очень успешная выставка произведений Маневича в парижской галерее Дюрана Рюэля. После этого Маневич пробовал писать в стиле кубизма, что привело к созданию собственной изобразительной манеры.
В 1919 году на Украине, на Триполье был убит его сын — комсомолец-активист. В 1922 году художник с женой и дочерью переехал из Минска в Лондон, а затем в США, где прожил до самой смерти. Он был довольно известен в США, где к числу людей, которым нравились произведения Маневича, принадлежал Альберт Эйнштейн.

## Галерея

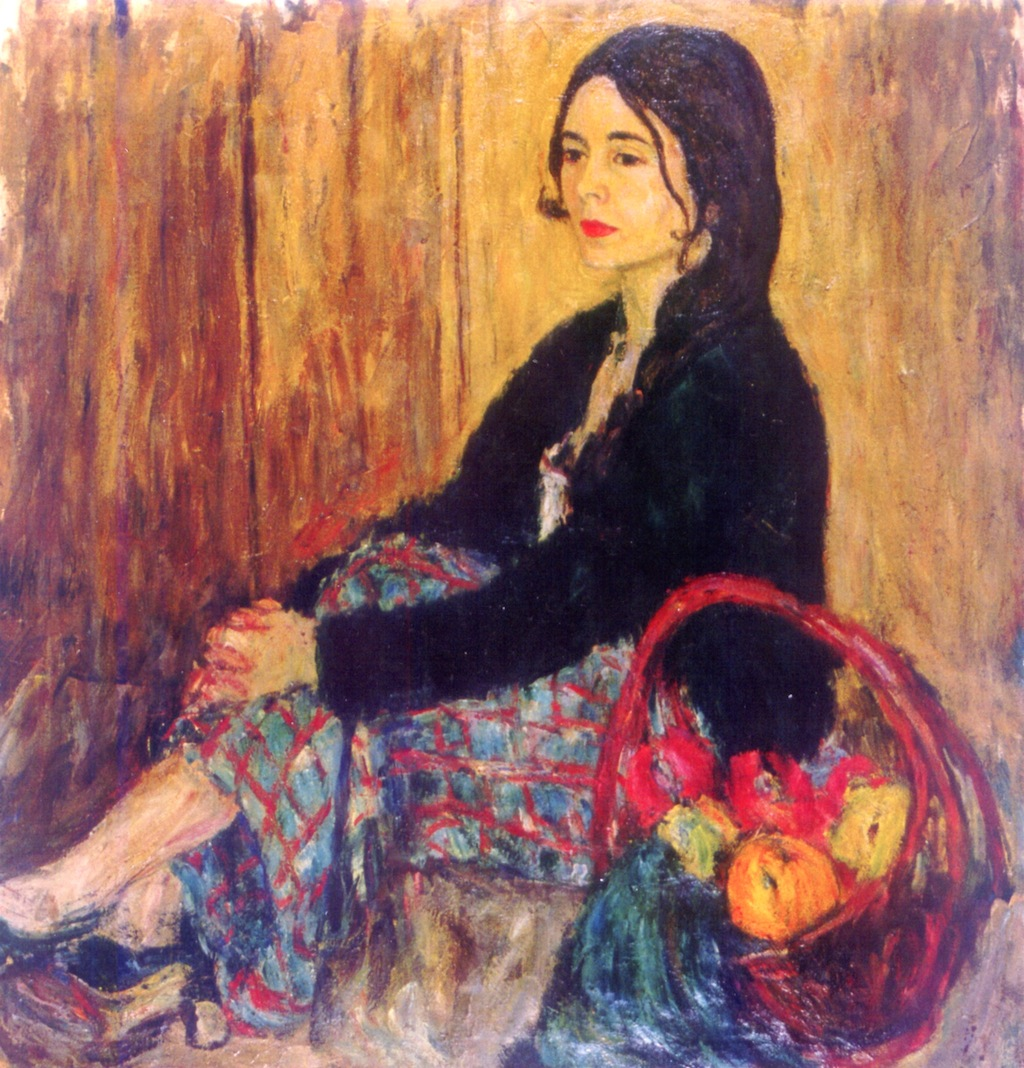
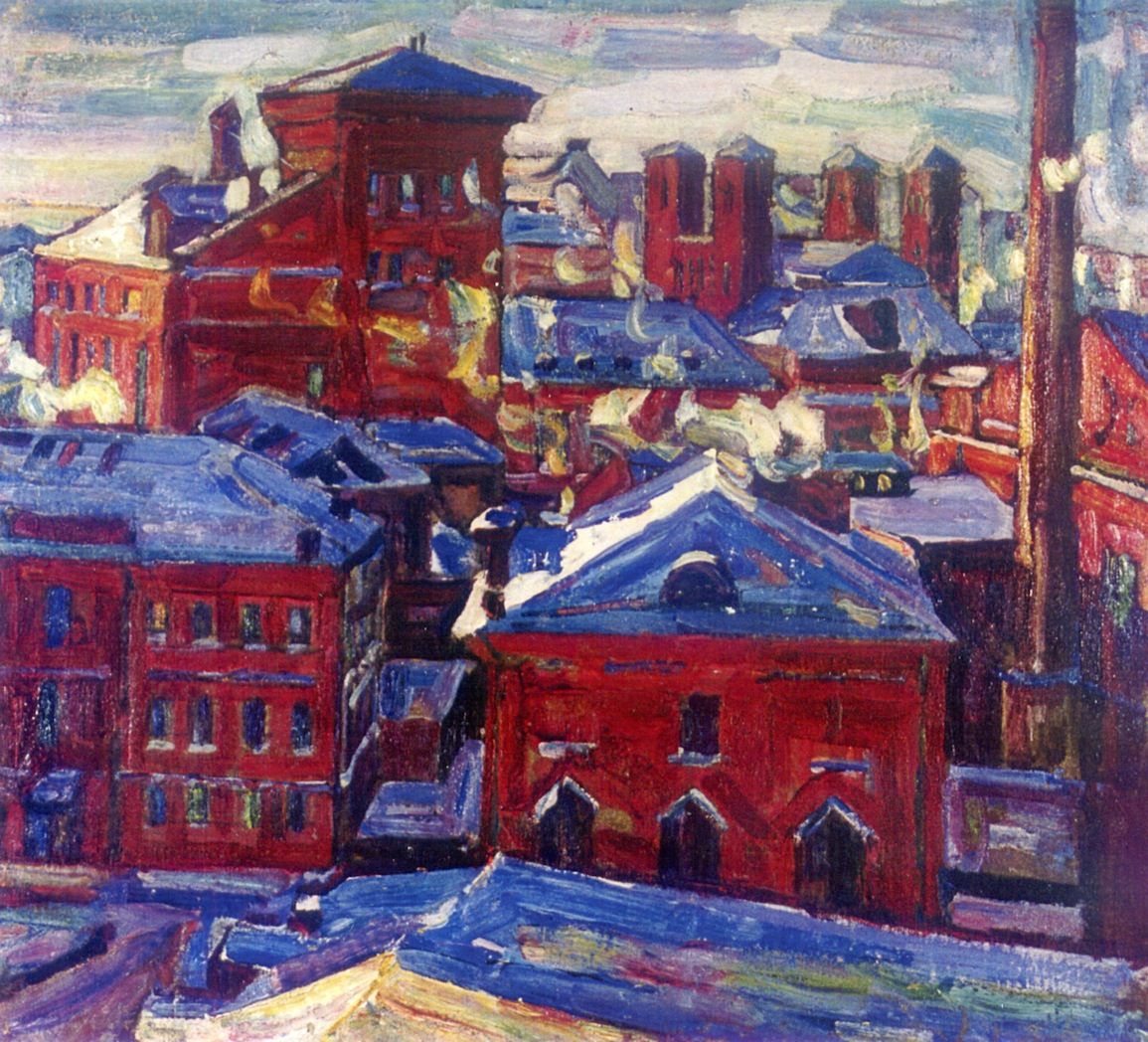
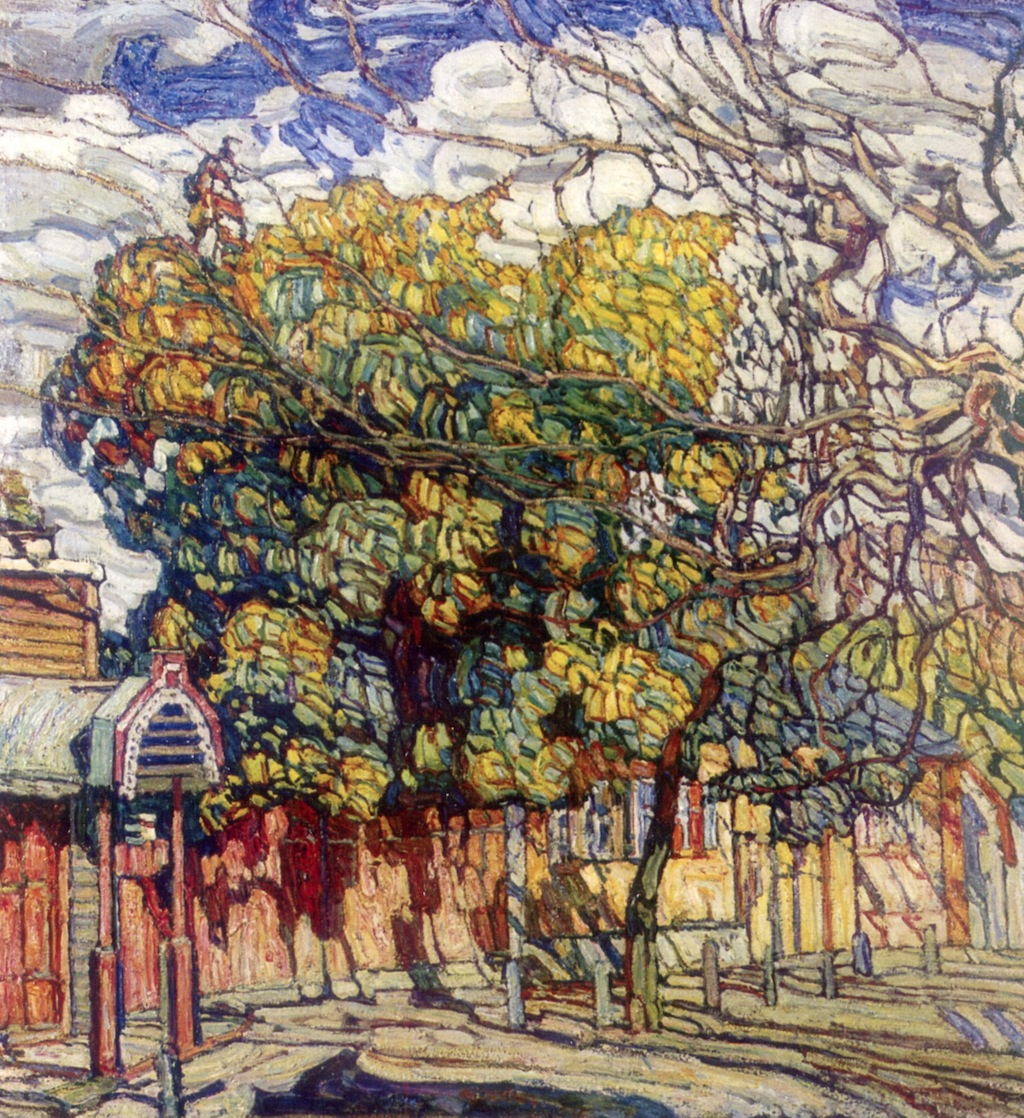
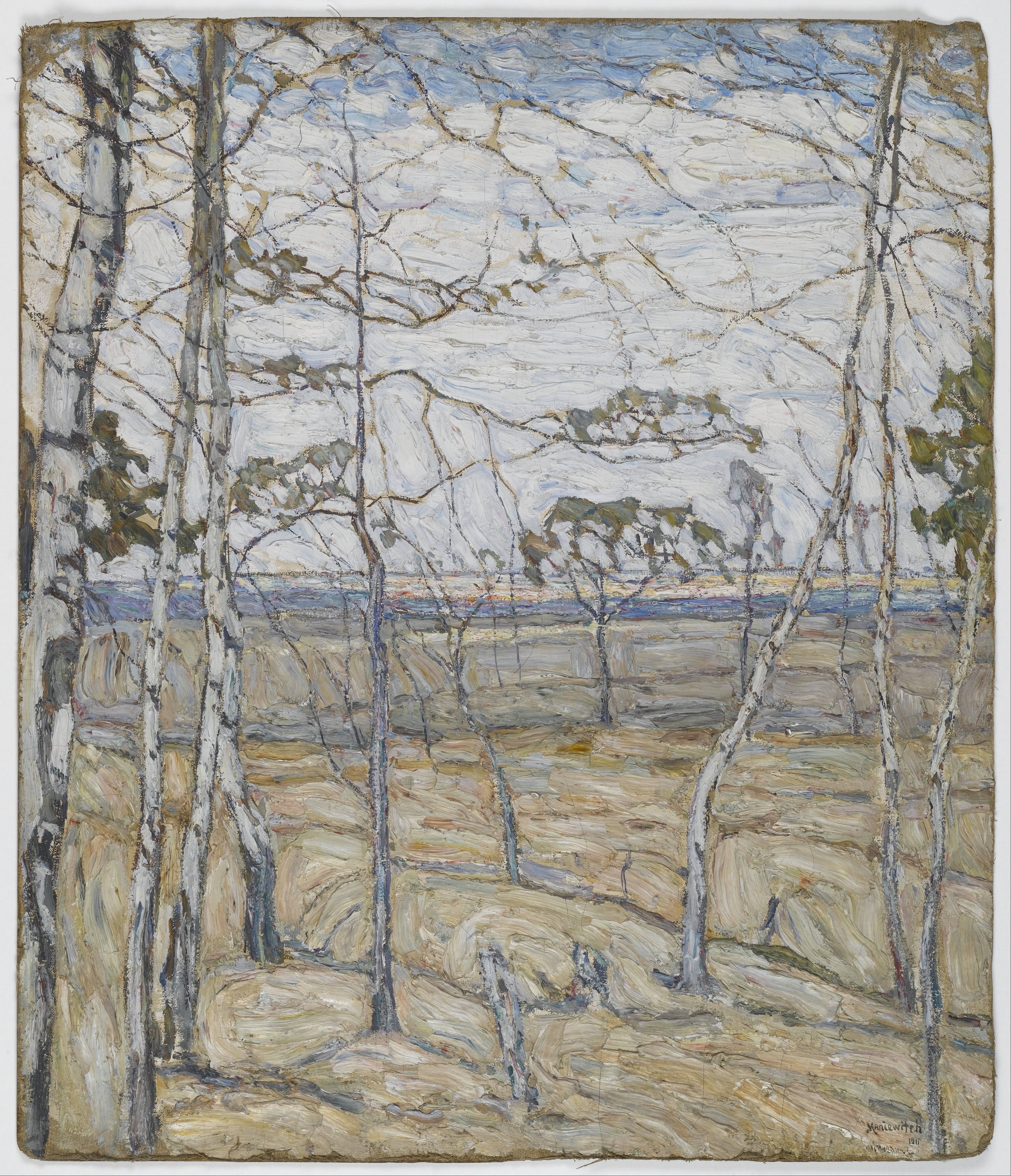
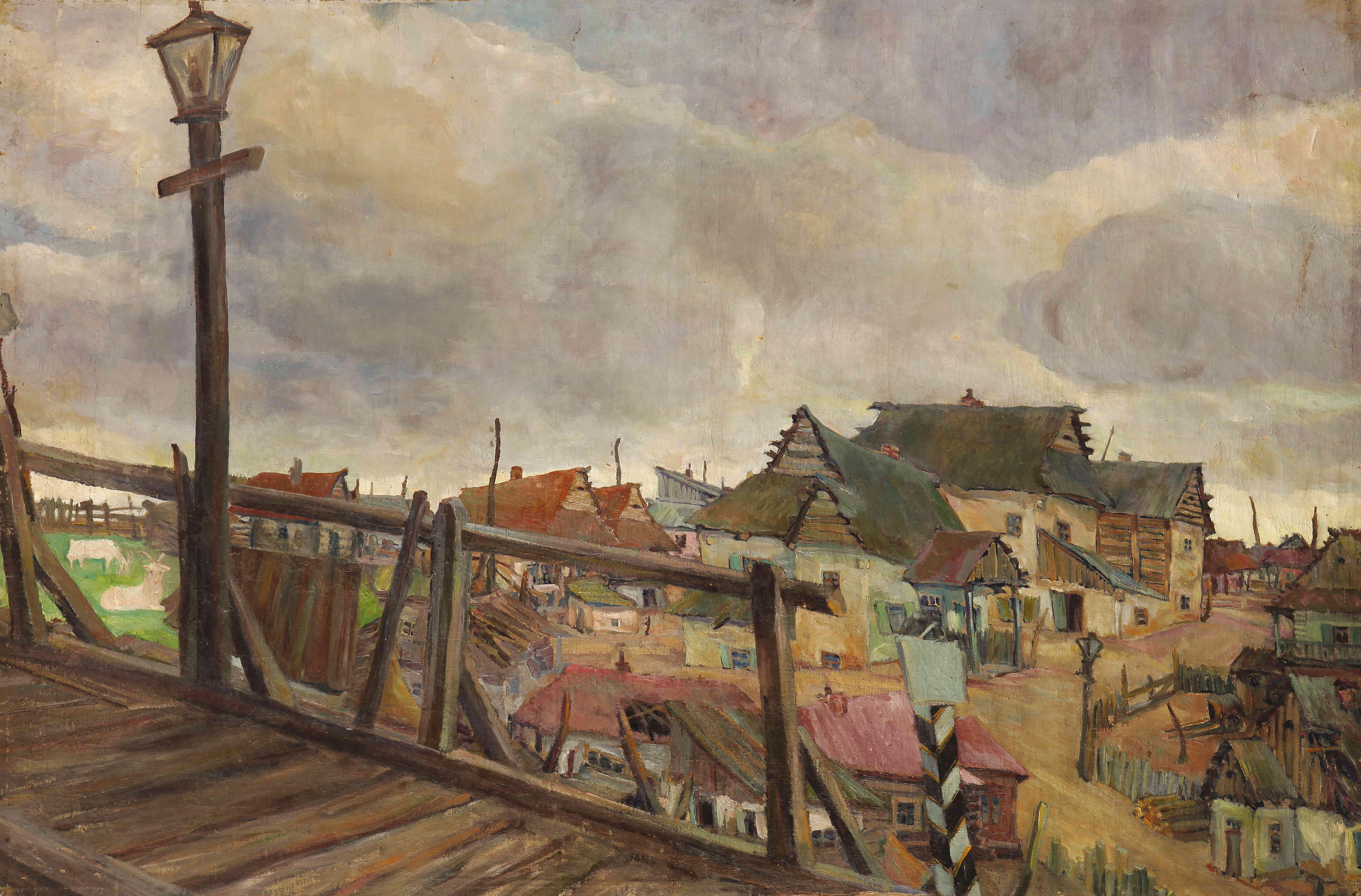
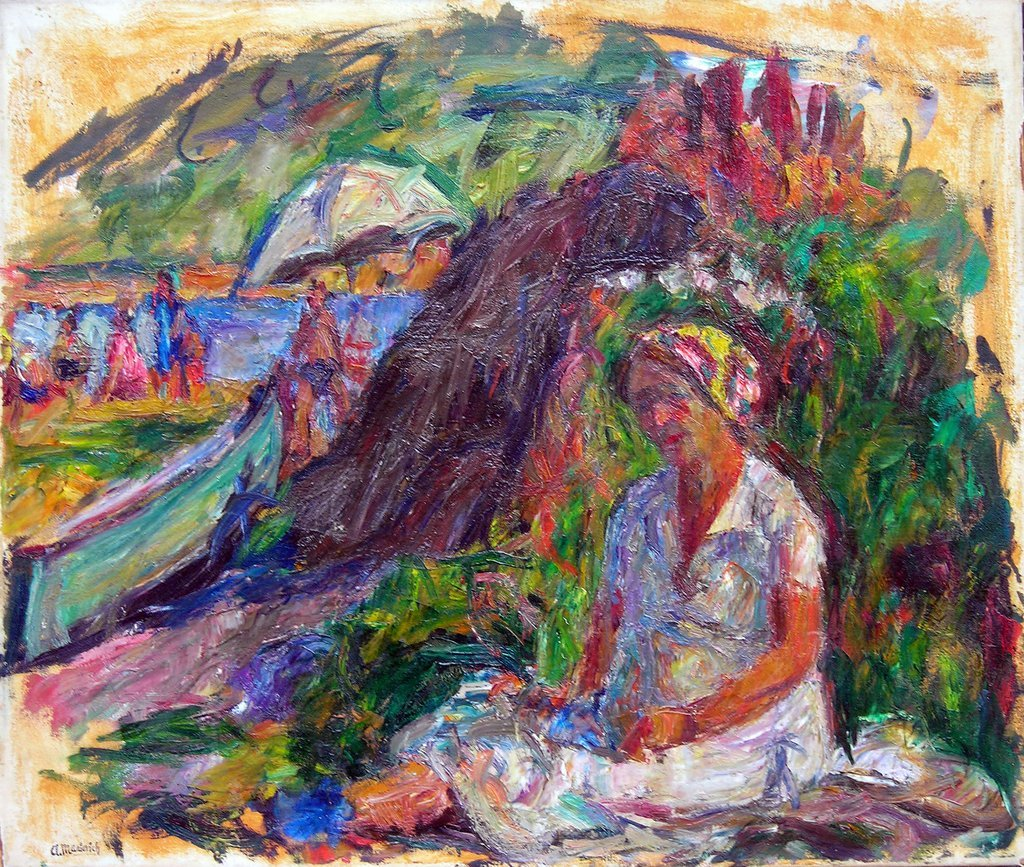

## Список литературы
- Абрам Маневич. «Альбом репродукцій» / Упор. О. Жбанкова. — К., «Дух і Літера», 2003. — 28 с ISBN 966-7888-48-7.
- «Who was who in American Art: 1564—1974» «Sound View Press» −1999. ISBN 0-932087-57-4.